# Brest (Belarus)
Brest, belarussisch Брэст oder Берасьце (Bjeraszje); ukrainisch Берестя (Berestja); polnisch Brześć; russisch Брест (Brest); litauisch Brestas – früher auch Litauisch-Brest, russ. Brest-Litowsk, litauisch Lietuvos Brasta, zur Unterscheidung von Brest in der Bretagne, ist eine belarussische Stadt am Westlichen Bug mit 309.764 Einwohnern (1. Januar 2009). Sie ist Gebietshauptstadt des Breszkaja Woblasz, administratives Zentrum des Rajons Brest und der bedeutendste Grenzübergang des Landes zu Polen.
Die Stadt war 1918 Vertragsort und Namensgeber des Friedensvertrags von Brest-Litowsk zwischen dem Deutschen Reich und Sowjetrussland.

## Wappen
Beschreibung: In Blau ein zum Schildhaupt zielender silberner gespannter Bogen mit gleichgefärbtem Pfeil.

## Geschichte
Brest wurde 1019 erstmals urkundlich als eine Stadt der Kiewer Rus erwähnt. Ausgrabungen brachten eine ausgedehnte Besiedlung mit Holzgebäuden zu Tage, die teilweise museal besichtigt werden können (s. u.). Von 1349 bis 1795 gehörte die Stadt zum Großfürstentum Litauen (Brest-Litowsk) und war später Hauptstadt der gleichnamigen Woiwodschaft. 1596 wurde hier die Kirchenunion zwischen Katholiken und Orthodoxen unterzeichnet. Im Zusammenhang mit einem polnischen Aufstand 1794 fand nahe Brest die Schlacht bei Terespol statt. Nach der dritten Teilung Polens kam Brest 1795 unter die Herrschaft des Russischen Zarenreichs. In den Jahren 1836–1842 wurde zur Sicherung von dessen Westgrenze am Zusammenfluss der Flüsse Muchawez und Bug die Brester Festung errichtet. Die später modernisierte und erweiterte Anlage sollte Angreifern den Weg ins Landesinnere versperren. Sie gilt als größte Festungsanlage des 19. Jahrhunderts im russischen Reich. Für den Festungsbau wurde Brest um ca. zwei Kilometer nach Osten „verschoben“. In der Praxis bedeutete dies die nahezu vollständige Zerstörung der Stadt zugunsten militärischer Belange. Unter den abgerissenen Gebäuden befand sich auch die Alte Große Synagoge aus dem Jahr 1568.
1869 wurde die Eisenbahnlinie Brest–Warschau in Betrieb genommen, 1871 folgte ihre Verlängerung nach Osten bis Moskau. 1873 schließlich wurde eine von Kowel über Brest nach Grajewo in Ostpreußen führende Linie fertiggestellt.
1900 waren in Brest 65 % der Bevölkerung Juden, sodass die Stadt eines der größten kulturellen Zentren des Judentums war.

### Einwohnerentwicklung
Der Bau der Eisenbahn machte Brest zu einem wichtigen Verkehrsknotenpunkt, wodurch ein schnelles Bevölkerungswachstum einsetzte. Kriege, Deportationen, Genozid und der mehrfache Wechsel der staatlichen Zugehörigkeit haben in der ersten Hälfte des 20. Jahrhunderts zu starken Veränderungen der Zahl und Zusammensetzung der Brester Bevölkerung geführt.
| Datum          | Einwohner  | Bemerkungen                                                                           |
| -------------- | ---------- | ------------------------------------------------------------------------------------- |
| 1889           | 41.615     |                                                                                       |
| 1897           | 46.568     |                                                                                       |
| 1899           | 48.732     | davon 30.260 Juden, 12.141 Orthodoxe, 3.494 Katholiken, 273 Protestanten, 340 Moslems |
| 1907           | 46.181     |                                                                                       |
| 1912           | 57.068     | davon 39.152 Juden, 10.042 Orthodoxe, 7.536 Katholiken                                |
| 1914           | ca. 70.000 |                                                                                       |
| 1919           | ca. 7.000  | nach anderen Angaben ca. 18.000                                                       |
| 1920           | 26.430     | davon 18.171 Juden                                                                    |
| 1925           | ca. 36.000 |                                                                                       |
| 1931           | 48.385     | davon 21.315 Juden, 20.595 Polen, 1.327 Belarussen                                    |
| 1938           | 57.749     | davon 21.401 Juden, 4.405 „zeitweilige“ Bewohner (vermutlich Militärangehörige)       |
| August 1939    | ca. 55.000 |                                                                                       |
| 1940           | ca. 80.000 | davon ca. 12.000 Eisenbahnarbeiter; Flüchtlinge sind nicht berücksichtigt             |
| 20.7.1941      | 50.154     | davon 8.973 während der sowjetischen Besatzung zugezogene                             |
| 1.9.1941       | ca. 51.000 |                                                                                       |
| 1.7.1942       | 45.752     | davon 17.724 Juden                                                                    |
| 15.10.1942     | 51.030     | davon 15.934 Juden, 15.839 Polen, 4.709 Belarussen                                    |
| 17.10.1942     | 33.163     | davon 15.836 Polen, 4.710 Belarussen                                                  |
| September 1943 | 33.834     | davon 16.800 Polen, 5.400 Belarussen                                                  |
| 1945           | 22.900     |                                                                                       |
| 1950           | 51.200     |                                                                                       |
| 1955           | 63.500     |                                                                                       |
| 1960           | 75.900     |                                                                                       |
| 1965           | 90.200     |                                                                                       |
| 1970           | 121.500    |                                                                                       |
| 1975           | 154.700    |                                                                                       |
| 1980           | 185.800    |                                                                                       |
| 1985           | 221.700    |                                                                                       |
| 1990           | 268.800    |                                                                                       |
| 1995           | 294.300    |                                                                                       |
| 1999           | 286.400    |                                                                                       |

### Erster Weltkrieg
Als im Ersten Weltkrieg ab dem Frühjahr 1915 die deutschen Truppen an der Ostfront in die Offensive gingen, zog sich die russische Armee zurück. Große Bevölkerungsteile schlossen sich ihnen an – oft unfreiwillig. So auch in Brest. Auf Befehl des Militärs verließen Anfang August 1915 Zehntausende Einwohner die Stadt. Festung und Stadt wurden von den abziehenden Truppen niedergebrannt, Teile der Festung wurden gesprengt. So wurde Brest zum zweiten Mal innerhalb von weniger als 100 Jahren stark zerstört. Von den 3670 Gebäuden, über die die Stadt vor dem Krieg verfügte, waren rund 2500 (rd. 68 %) zerstört.

### Zwischenkriegszeit

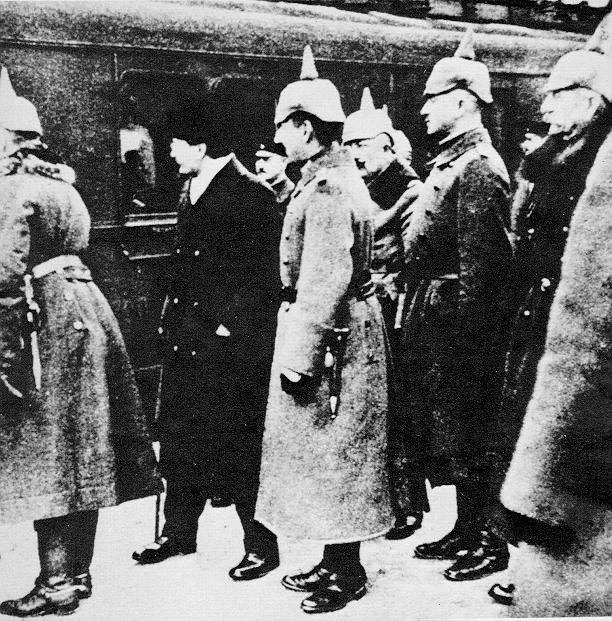
Leo Trotzki mit deutschen Offizieren in Brest

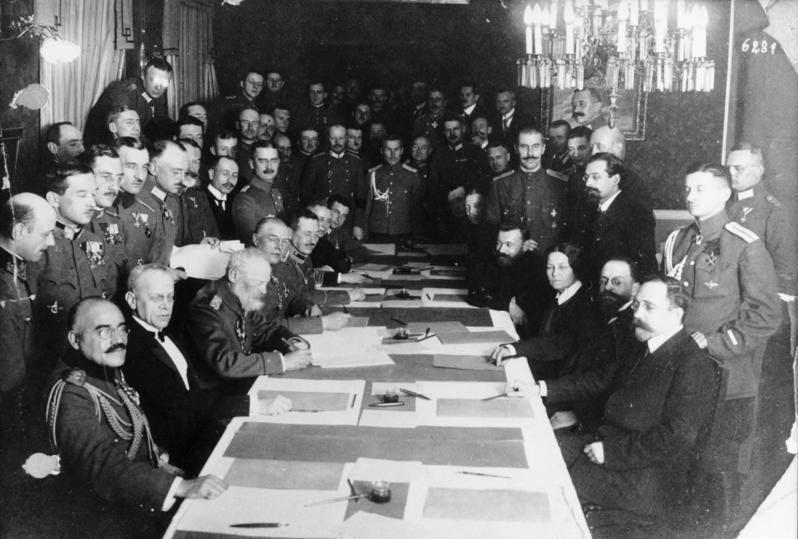
Die Unterzeichnung des Waffenstillstandsabkommens

Am 9. Februar 1918 wurde in Brest der „Brotfrieden“ zwischen dem Deutschen Reich und der Ukraine unterzeichnet. Wenige Wochen später, am 3. März 1918, wurde im Weißen Palast in der Brester Festung auch der Friedensvertrag von Brest-Litowsk zwischen dem Deutschen Reich und Sowjetrussland unterschrieben. Nach dem Polnisch-Sowjetischen Krieg und dem Frieden von Riga im März 1921 gehörte die Stadt wieder zum neugegründeten Polen und wurde im März 1923 zum Sitz der Woiwodschaft Polesien.

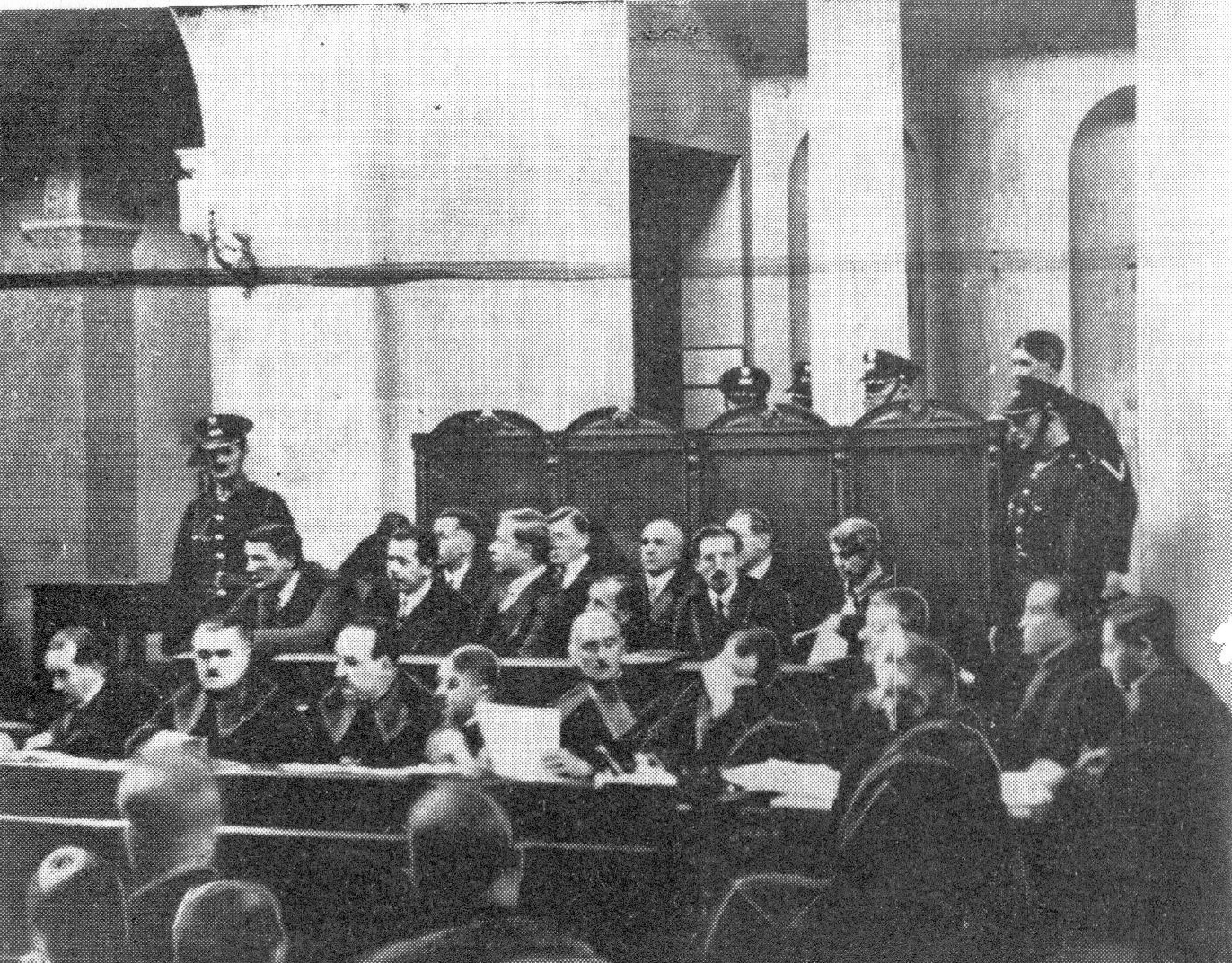
Die Anklagebank während des „Brester Prozesses“ im Januar 1931 in Warschau

Der Wiederaufbau nach dem Krieg ging zunächst nur schleppend voran, bis 1925 waren etwa 540 Gebäude errichtet worden, bis 1927 etwa 730.
Nachdem 1930 die polnischen Sozialisten angekündigt hatten, das autoritäre Regime Józef Piłsudskis zugunsten eines demokratischen Systems beseitigen zu wollen, griff dieser zu den Mitteln der offenen Diktatur. Etwa 70 oppositionelle Politiker wurden verhaftet, unter anderem die ehemaligen polnischen Ministerpräsidenten Wincenty Witos und Wojciech Korfanty, die in der Brester Festung inhaftiert wurden. Der Prozess, der von Oktober 1931 bis Januar 1932 in Warschau stattfand, wurde, weil er sich u. a. gegen die in Brest einsitzenden Oppositionellen richtete, „Brester Prozess“ genannt. Elf Politiker der PPS, des bäuerlichen Ruch Ludowy und der Christdemokraten wurden wegen angeblichen Umsturzvorbereitungen zu Gefängnisstrafen zwischen eineinhalb und drei Jahren verurteilt.
Bei antijüdischen Ausschreitungen am 13. Mai 1937 verletzten polnische Brester 50 ihrer jüdischen Landsleute und demolierten oder plünderten hunderte von jüdischen Geschäften (vgl. Hauptartikel Pogrom von Brest (1937)).

### Zweiter Weltkrieg

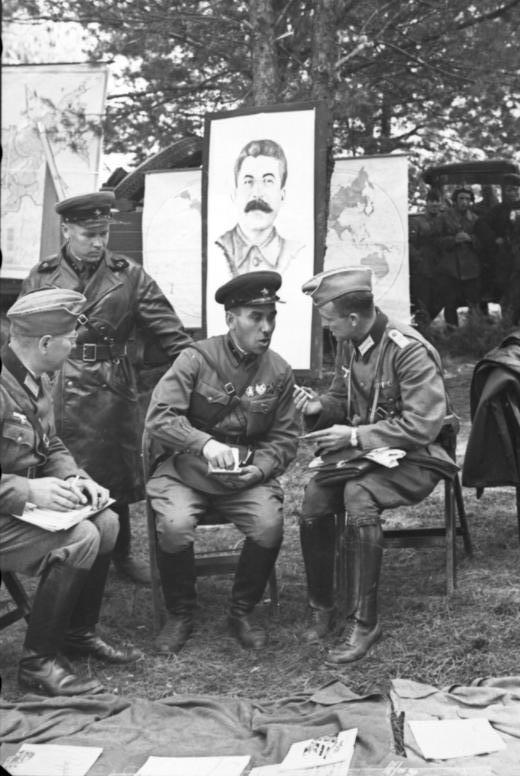
Sowjetische und deutsche Soldaten 1939 anlässlich der gemeinsamen Parade nach dem Sieg über Polen

Während des deutschen Überfalls auf Polen wurde auch Brest von deutschen Truppen eingenommen. In Übereinstimmung mit dem Geheimen Zusatzprotokoll zum Molotow-Ribbentrop-Abkommen wurde die Stadt aber am 22. September 1939, vor einer gemeinsamen deutsch-sowjetischen Militärparade, der Roten Armee übergeben, die am 17. September 1939 begonnen hatte, Ostpolen zu besetzen. Dieser Vorgang wird in Belarus bis heute als die „Wiedervereinigung der westlichen Belarus mit der Belarussischen Sozialistischen Sowjetrepublik“ gefeiert, der Einmarsch sowjetischer Truppen heißt im offiziösen Sprachgebrauch „Befreiungsfeldzug der Roten Armee“.
Als am 22. Juni 1941 das Deutsche Reich die Sowjetunion angriff, war die direkt am Grenzfluss Bug gelegene Brester Festung hart umkämpft. Drei Tage lang tobten schwere Kämpfe auf dem gesamten Territorium der Festung, weitere zwei Tage wurde um einzelne Widerstandsherde gekämpft, danach hielt sich nur noch das Ostfort auf der Nordinsel der Festung, dessen Besatzung (etwa 380 Mann) sich am 29. Juni, dem achten Tag des Krieges, nach zwei Luftangriffen ergab. Zu Angriffsbeginn hielten sich mehr als 9000 Soldaten und Kommandeure der Roten Armee in der Festung auf. Mehr als 2000 von ihnen kamen während der Kämpfe ums Leben, etwa 6800 gerieten in Gefangenschaft. Die Verluste der Wehrmacht waren bedeutend geringer, sie betrugen rund 428 Tote und rund 700 Verwundete. Nach dem Krieg wurde in der Sowjetunion der Mythos verbreitet, die Brester Festung habe mehr als einen Monat Widerstand geleistet, wobei die Verteidiger bis zur letzten Patrone gekämpft und die Gefangengabe kategorisch abgelehnt haben sollen. 1965 wurde der Festung daher der Ehrentitel Heldenfestung verliehen. An die Ereignisse von 1941 erinnern heute eine monumentale Gedenkstätte und ein Museum.
Bereits in den ersten Tagen und Wochen der deutschen Besatzung ermordeten Polizisten des deutschen Polizei-Bataillons 307 unter Befehl von Major Theodor Stahr in Brest etwa 4400 Menschen, darunter etwa 4000 Juden. Nach dem Abzug dieses Polizeibataillons kam am 24. Juni 1941 eine Einheit der Sicherheitspolizei unter Führung des SS-Untersturmführers Schmidt nach Brest. In den Ereignismeldungen der Einsatzgruppen sind deren Mordtaten aufgeschlüsselt: So töteten diese Polizisten bis zum 5. August 1941 1280 Menschen (EM 43), weitere 510 bis zum 9. August 1941 (EM 47), 1296 bis zum 18. August 1941 (EM 56), 769 bis zum 28. August 1941 (EM 66) und noch einmal 548 Personen bis zum 9. September 1941 (EM 78). Insgesamt fielen dem Terror der deutschen Polizei in den Monaten Juli bis September 1941 demnach fast 9000 Brester Zivilisten zum Opfer.
Im Dezember 1941 richteten die deutschen Besatzer auch in Brest ein Ghetto für die jüdische Bevölkerung ein. Seine Bewohner mussten sich registrieren lassen, weshalb im Archiv der Brester Oblast ein einzigartiger Quellenkorpus vorliegt: Mehr als 12.000 Protokolle über die Ausgabe von Ausweisen an Ghettobewohner sind erhalten geblieben. Sie enthalten neben persönlichen Daten auch jeweils einen Fingerabdruck und ein Foto. Häufig war dies das erste und letzte Foto im Leben eines jüdischen Einwohners von Brest. Die Bewohners des Ghettos wurden im Zeitraum 15. bis 18. Oktober 1942 ermordet. Euphemistisch wurde behauptet, das Ghetto sei „aufgelöst“ worden. Die Polizeikompanie Nürnberg, SD, polnische Schutzmannschaften und das Polizeibataillon 310, dem III. Bataillon des Polizeiregiments 15, sperrten am 15. Oktober das Ghetto ab und trieben seine Bewohner zusammen. Bereits dabei wurden viele Menschen an Ort und Stelle ermordet. Die Überlebenden wurden in Zügen zur Erschießungsstelle bei Bronnaja Gora, etwa 110 km östlich von Brest, gebracht, wo sie im Verlauf der folgenden Tage erschossen wurden. Die genaue Zahl der in diesen Tagen Ermordeten ist nicht bekannt, wird aber aufgrund verschiedener Quellen mit etwa 15.000 bis 20.000 angegeben. Wegen fehlender Quellen und des Schweigens der Täter ist bis heute nicht bekannt, aus welchen Einheiten sich die Erschießungskommandos in Bronnaja Gora zusammensetzten.
Ende Februar 2019 wurde bekannt, dass auf dem Gelände des ehemaligen jüdischen Ghettos in Brest bei Bauarbeiten für einen geplanten Wohnblock ein Massengrab aus dem Zweiten Weltkrieg mit Hunderten Toten gefunden wurde. Seit dem Fund im Monat davor konnten die sterblichen Überreste von 790 Menschen geborgen werden, wie der Leiter der Exhumierungen der Nachrichtenagentur AFP am 26. Februar 2019 mitteilte. Die Überreste würden den Behörden zur Bestattung übergeben. Gegen die Baumaßnahmen wuchs Widerstand; eine Petition gegen den Bau wurde auf den Weg gebracht. Die Petenten forderten ein Mahnmal für die Toten an der Stelle.
Am 28. Juli 1944 (während der Operation Bagration) befreiten sowjetische Truppen die Stadt. Danach bestand in Brest bis zu seiner Auflösung 1953 das Kriegsgefangenenlager 284 für deutsche Kriegsgefangene des Zweiten Weltkriegs. Schwererkrankte wurden im Kriegsgefangenenhospital 5849 versorgt.

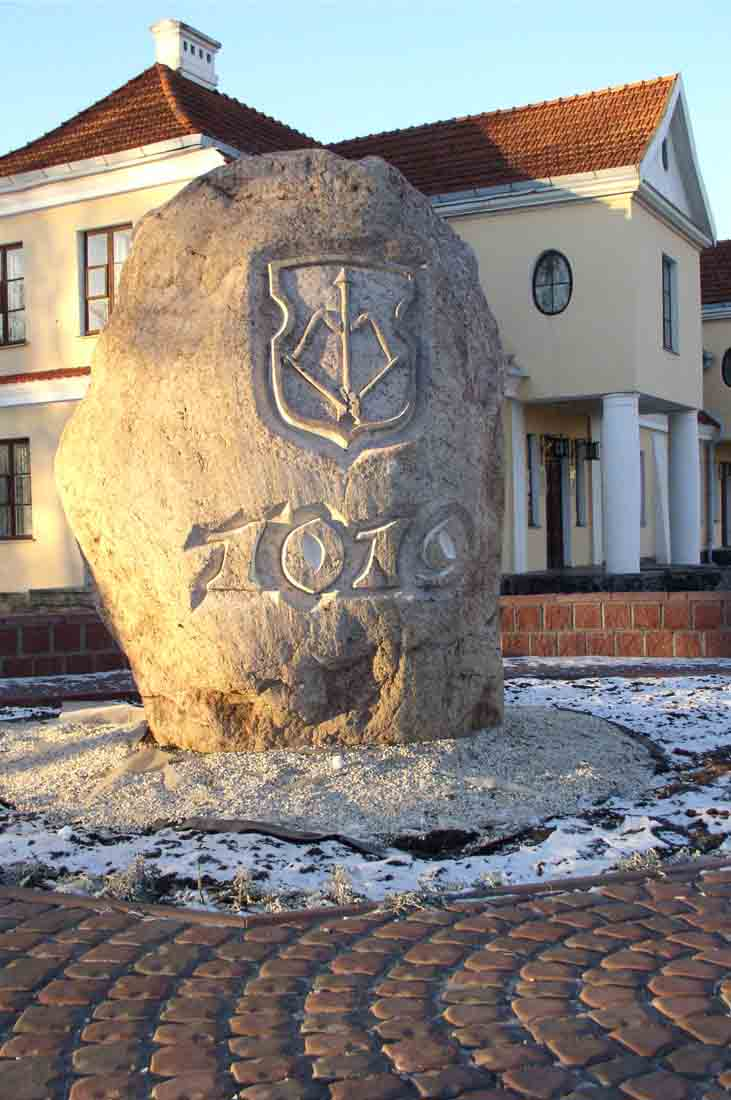
Wappen im Stein; im Hintergrund das „Museum der geretteten Kunstschätze“

### Nachkriegszeit
Nach dem Zweiten Weltkrieg kam Brest an die UdSSR. In den 1940er- und 1950er-Jahren wurde im Rahmen wechselseitiger sogenannter Repatriierungen die polnische Bevölkerung vertrieben. In mehreren Aktionen verließen 70 % der alteingesessenen Einwohner von Brest ihre Stadt in Richtung Westpolen. An ihre Stelle kamen Tausende Menschen aus allen Teilen der Sowjetunion. Brest entwickelte sich in dieser Zeit zu einem der größten Industriezentren der Belarussischen SSR. Seit 1991 gehört Brest zum unabhängigen Belarus.
Brest war ein Schauplatz der Proteste in Belarus ab 2020. Die Sicherheitskräfte setzten dabei auch scharfe Munition ein und behaupteten, sich so gegen aggressive Demonstranten zu verteidigen. Am 11. August 2020 erlitt der Demonstrant Henads Schutau einen Kopfschuss. Er starb in einem Krankenhaus in Minsk.

## Kultur

### Theater
Neben den staatlichen Theatern ist in Brest (ul. Chalturina 2/1, Kellereingang) das kleine unabhängige Theater „Krylja Cholopa“ (Крыля Холопа, КХ) angesiedelt. Die Räumlichkeiten werden auch für andere Veranstaltungen, wie Theaterworkshops, Vorträge, Seminare, Yoga- und Sprachkurse genutzt.

### Museen

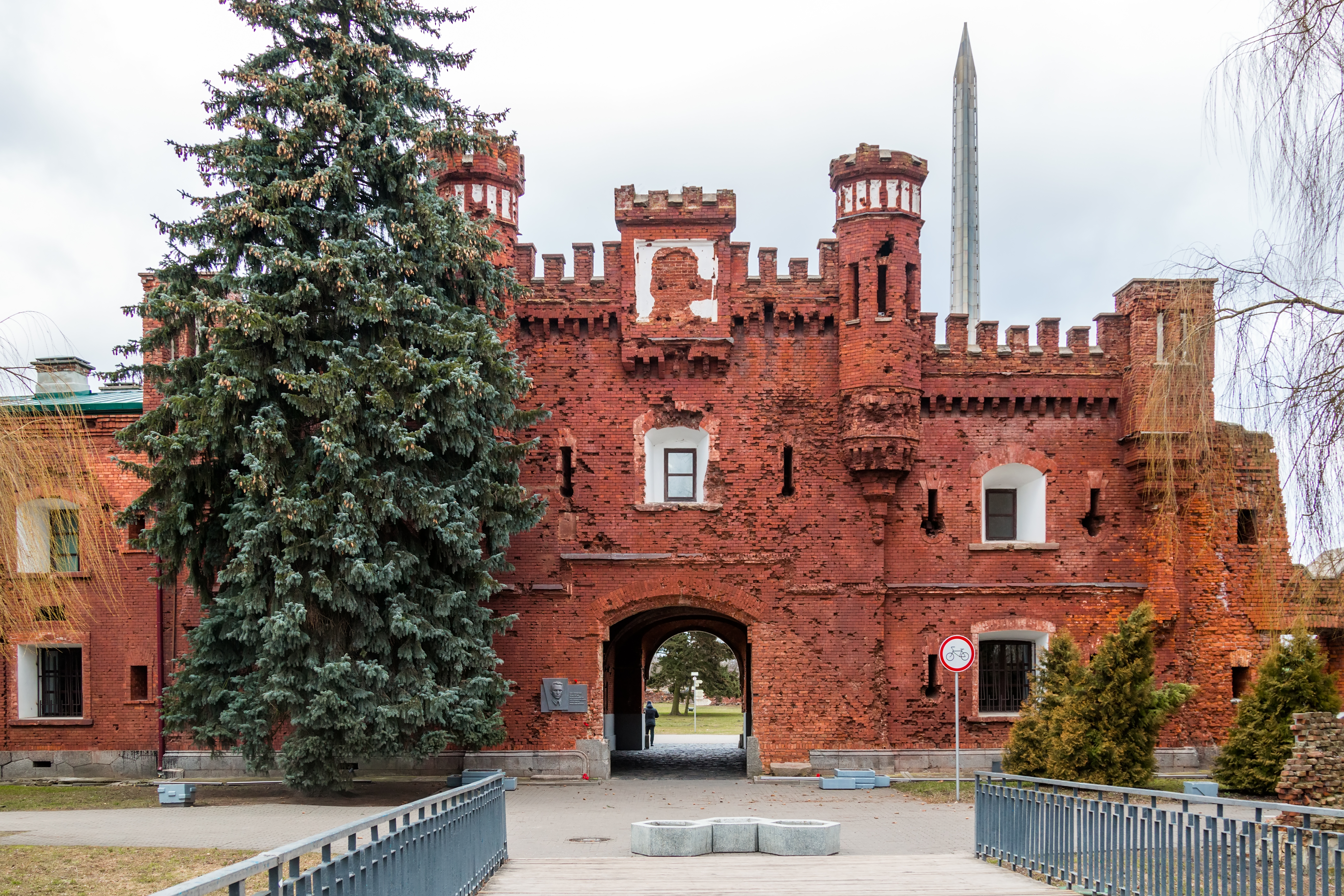
Tor zur Festung Brest

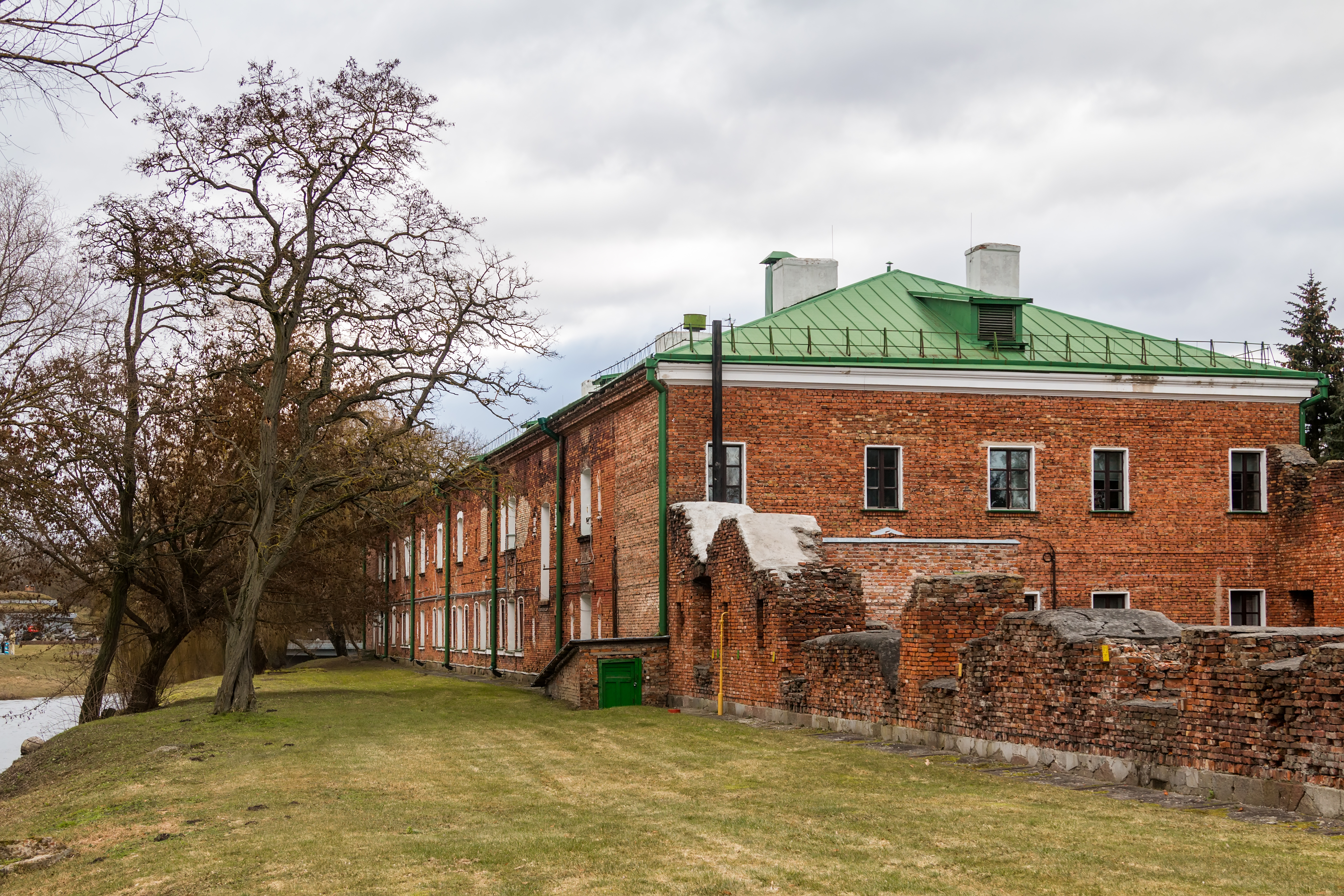
Museum der Verteidigung der Brester Festung

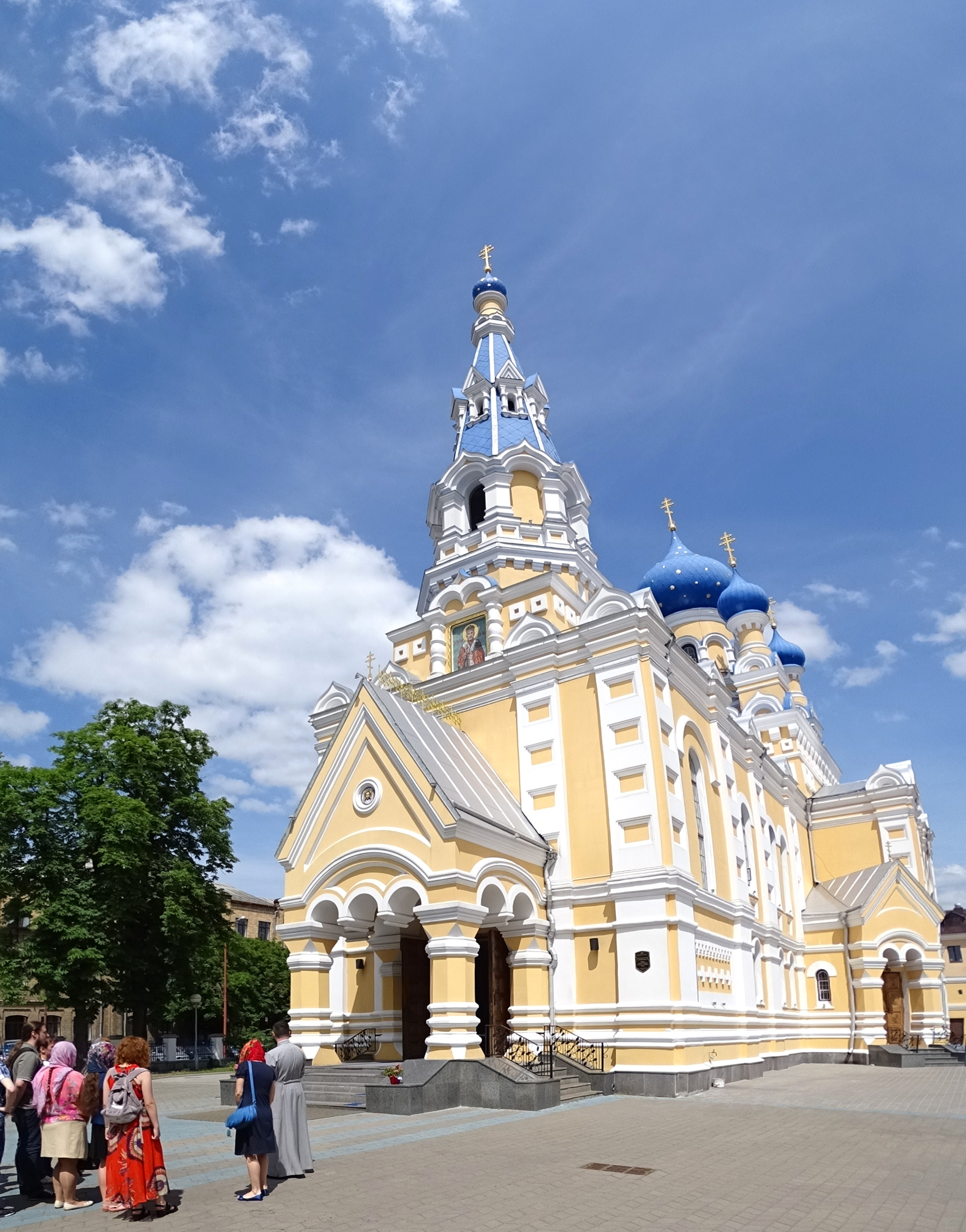
St.-Nikolai-Kirche

Zu den landesweit bestbesuchten Museen gehört das Museum der Verteidigung der Brester Festung am westlichen Stadtrand. Es stellt das Zentrum der Gedenkstätte Brester Heldenfestung dar. In zehn Sälen wird die Geschichte der Festung von ihrer Errichtung im 19. Jahrhundert bis zur Einrichtung der Gedenkstätte und des Museums dargestellt. Den Schwerpunkt bilden die Kämpfe zu Beginn des Deutsch-Sowjetischen Krieges 1941, denen vier Säle gewidmet sind. Die Korridore des Erdgeschosses werden für Sonderausstellungen genutzt; in einem Raum im Erdgeschoss befindet sich eine Waffenausstellung. Das Museum der Verteidigung der Brester Festung ist täglich geöffnet.
Das Heimatkundemuseum der Brester Oblast in der ul. Karla Marksa (Karl-Marx-Straße) verfügt seit 2012 über eine modern gestaltete Dauerausstellung, die die Geschichte der Stadt und ihrer Umgebung zeigt. Das Heimatkundemuseum ist der Oblast-Verwaltung unterstellt. Zu ihm gehören zwei Außenstellen, die sich beide auf dem weitläufigen Gelände der Brester Festung befinden: Das archäologische Museum „Bjaresze“ (belarussisch Бярэсце) und das Kunstmuseum.

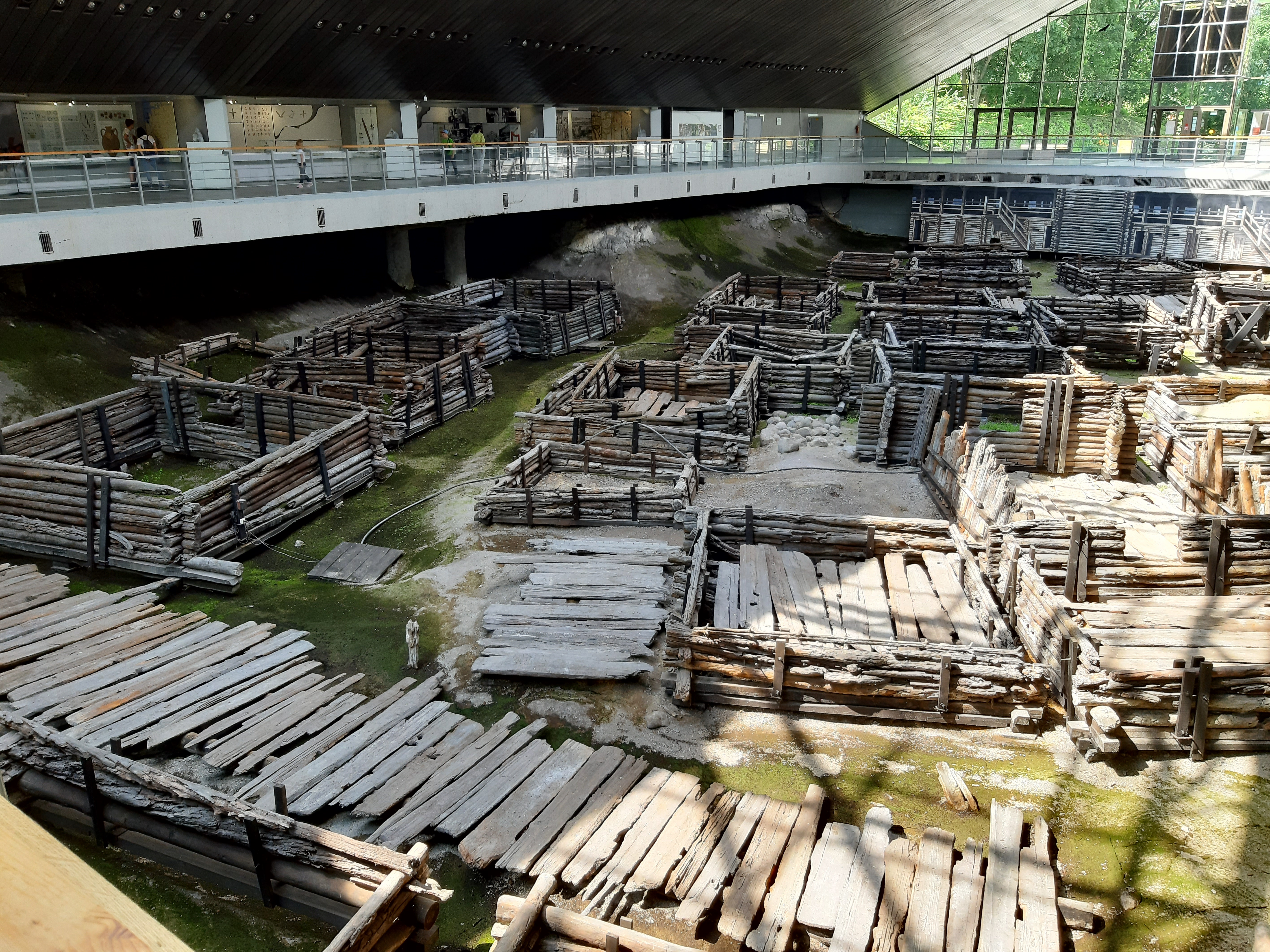
Die Anfänge der Stadt Brest im archäologischen Museum „Bjaresze“

Das 1982 eröffnete Archäologische Museum bietet Einblicke in die Anfänge der Stadt. Das Museumsgebäude wurde über einer mehr als 100 m² großen Ausgrabungsstätte errichtet und beherbergt so in seinem Zentrum die freigelegten hölzernen Fundamente von etwa 30 Gebäuden aus dem 13. Jahrhundert. Auf den Galerien um das Zentrum des Museums herum ist die Dauerausstellung untergebracht, in der sich weitere Grabungsfunde, erklärende Schemata und dergleichen mehr befinden.
Das Kunstmuseum ist das jüngste Museum in der Stadt. Es wurde am 17. Mai 2002 eröffnet. Seine Dauerausstellung zeigt in 17 Sälen die Kunstobjekte von professionellen und nichtprofessionellen Künstlern aus der Region. Darunter finden sich Gemälde aller Art, Skulpturen, Batikarbeiten, aber auch Produkte des Weberei und der Handwerkskunst. Von besonderem Interesse für Besucher aus der Stadt und von auswärts ist ein großes Modell der Stadt Brest, wie sie im 17. bis 19. Jahrhundert ausgesehen haben könnte. Die Künstlerin Anastasija Fetisowa und die an der Erstellung des Modells beteiligten Studierenden des Polytechnischen Colleges haben sich bei der Arbeit an historischen Vorlagen orientiert, die aber spärlich sind, weshalb mit Phantasie ergänzt wurde. Zwei weitere Säle stehen für Sonderausstellungen zur Verfügung, die laut Auskunft aus dem Museum etwa alle ein bis zwei Monate wechseln.
Die Dauerausstellung des kleinen, der Stadtverwaltung unterstellten Museums der Geschichte der Stadt Brest zeigt auf knapp 200 m² Ausstellungsfläche die Geschicke der Stadt von den frühesten Zeiten bis zum Ende des Ersten Weltkriegs. Es wurde 1998 eröffnet und befindet sich in der uliza Lewanewskogo 3. Es ist außer montags und dienstags täglich von 10:00 bis 18:00 Uhr geöffnet.
Die Exponate des Museums der geretteten Kunstschätze (belarussisch Музей «Выратаваныя мастацкія каштоўнасці») an der Ecke Mascherowprospekt/Leninstraße haben nur eines gemeinsam: Sie sind Kunstgegenstände, die der belarussische Zoll beschlagnahmte, als man versuchte, sie gesetzeswidrig außer Landes zu schaffen. Daher findet sich hier ein buntes Gemenge der verschiedensten Objekte – Ikonen des 16. Jahrhunderts, Möbel des 19. Jahrhunderts, Gemälde russischer und westeuropäischer Künstler, Silberschmiedearbeiten…
Naturgemäß über besonders große Exponate verfügt das am 5. Mai 2002 eröffnete Museum der Eisenbahntechnik am westlichen Ende des Mascherowprospekts. Hier sind unter freiem Himmel Lokomotiven und Waggons aus verschiedenen Epochen der Eisenbahngeschichte ausgestellt. Das Museum ist täglich außer montags geöffnet.

### Bauwerke

#### Gedenkstätten
Die wohl bekannteste Sehenswürdigkeit der Stadt ist die monumentale Gedenkstätte, die an die Verteidigung der Brester Festung zu Beginn des Krieges gegen die Sowjetunion im Juni 1941 erinnert.

#### Sakralbauten
In Brest gibt es eine Reihe von orthodoxen Kirchen und eine katholische Kirche. Vor der Shoah machten Juden beinahe die Hälfte der Stadtbevölkerung aus. Sie verfügten über Synagogen und Gebetsräume, die heute nicht mehr existieren.

##### Kirchen
Die orthodoxe Bruderschaft des Heiligen Nikolaj errichtete das erste, hölzerne Gebäude der Kirche St. Nikolaj in der heutigen Uliza Sowetskaja (Hausnummer 10) bereits in der ersten Hälfte des 19. Jahrhunderts. Nachdem ein Brand es am 4. Mai 1895 zerstörte, wurde ein Neubau geplant, dessen Realisierung u. a. durch Spenden von Marinesoldaten der russischen Pazifikflotte und Gelder des Zaren Nikolaj II. ermöglicht wurde. Die Architektur der 1906 eingeweihten Kirche ist daher einem Schiff nachempfunden. Am Kirchengebäude befinden sich Gedenktafeln für die russischen Teilnehmer am Russisch-Japanischen Krieg. Zu sowjetischen Zeiten befand sich hier das Archiv der Brester Oblast. Über dem Haupteingang der Kirche erhebt sich ein achteckiger Glockenturm. Der hintere Teil wird von einem Turm mit fünf zwiebelförmigen Kuppeln dominiert.

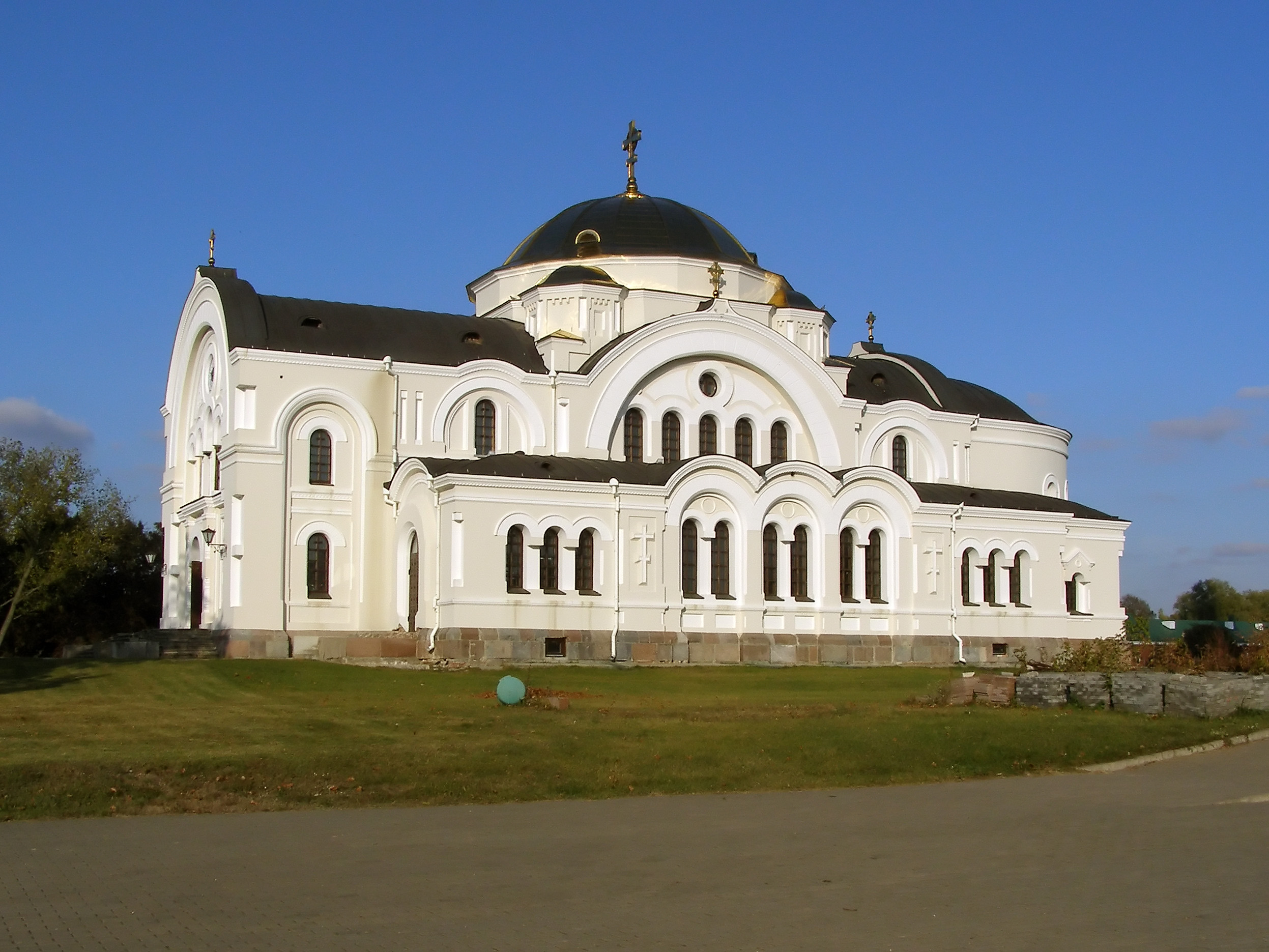
Festungskirche St. Nikolaj

Eine weitere Kirche St. Nikolaj befindet sich auf dem Territorium der Brester Festung. Das Gebäude verfügt über eine wechselhafte Geschichte: Gebaut Mitte des 19. Jahrhunderts als orthodoxe Garnisonskirche wurde sie nach dem Anschluss von Ostbelarus an Polen zu einer katholischen Kirche umgebaut. Als Brest 1939 sowjetisch wurde, richtete die Rote Armee den Klub des 84. Schützenregimentes in dem Gebäude ein. Der Artilleriebeschuss durch die deutsche Wehrmacht am 22. Juni 1941 zerstörte das Gebäude teilweise, machte aber auch die orthodoxe Architektur, die durch die polnischen Umbauten verdeckt worden war, wieder sichtbar. Nach dem Krieg lag das Gebäude weitgehend in Ruinen. Erst nach dem Zusammenbruch der Sowjetunion nahm die orthodoxe Kirche es wieder in Besitz und es begann der Wiederaufbau. Gegenwärtig (Sommer 2007) ist dieser äußerlich abgeschlossen, das Kircheninnere ist aber noch nicht vollständig restauriert. Gottesdienste finden hier aber bereits wieder statt.

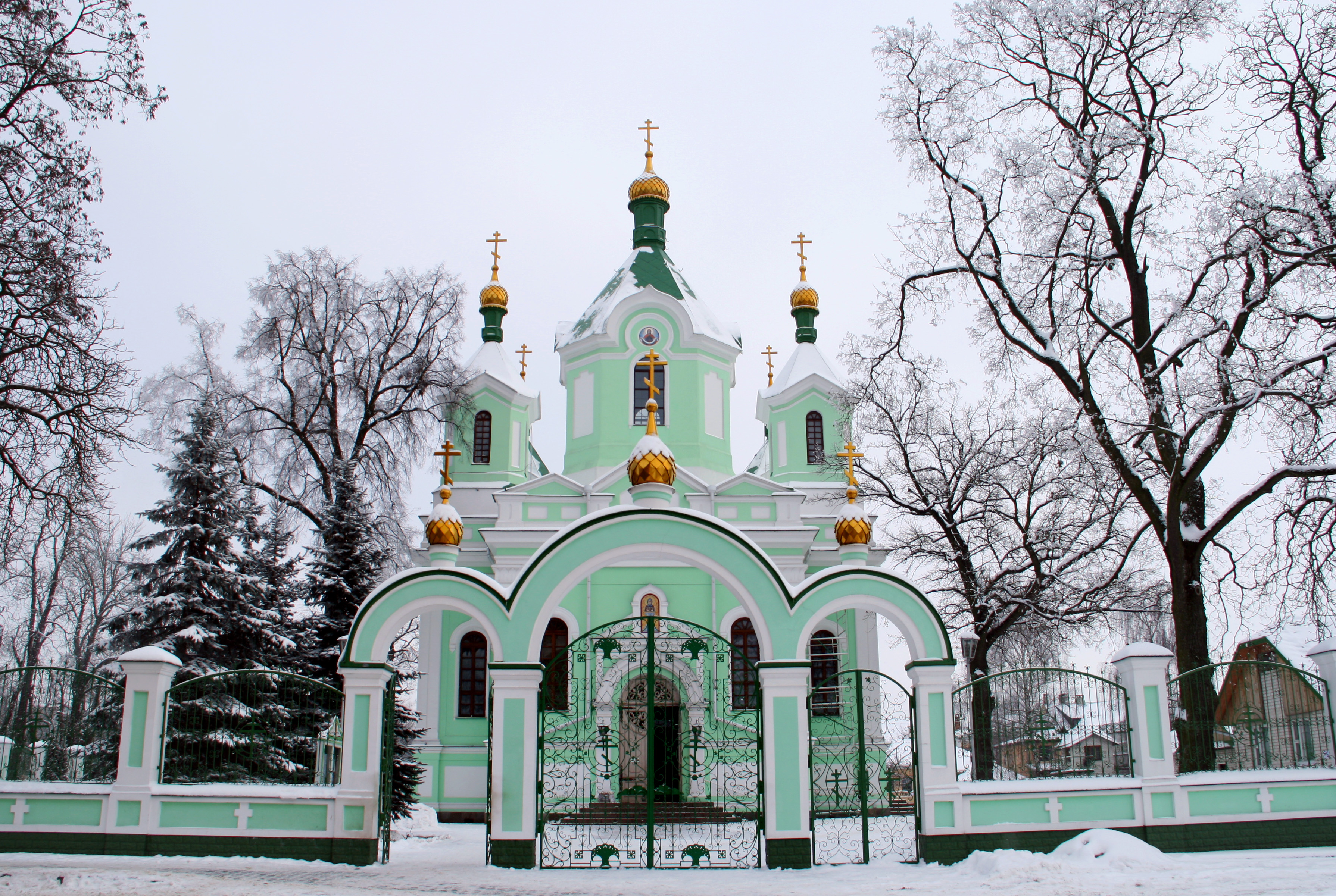
Kathedrale des heiligen Simeon

An der Kreuzung Mascherow-Prospekt/Karl-Marx-Straße befindet sich die orthodoxe Kathedrale des heiligen Simeon. Das Ziegelgebäude wurde 1865 errichtet und 1988 restauriert. Die Kirche weist einen quadratischen Grundriss mit einem halbrunden Anbau an der Ostseite auf. Ein achteckiger Turm über dem Zentrum und vier kleinere Türme überragen das Gebäude. Im Juni 1941 wurden rund um die Kirche herum überwiegend österreichische Angehörige der 45. Infanterie-Division der Wehrmacht bestattet, die bei den Kämpfen um die Brester Festung gefallen waren. Nach dem Krieg wurden die Gräber eingeebnet, von ihnen zeugt heute nichts mehr. Die Anfang der 1990er Jahre erwogene Gedenktafel für die Gefallenen wurde mit Rücksicht auf das gesellschaftliche Klima nicht realisiert.

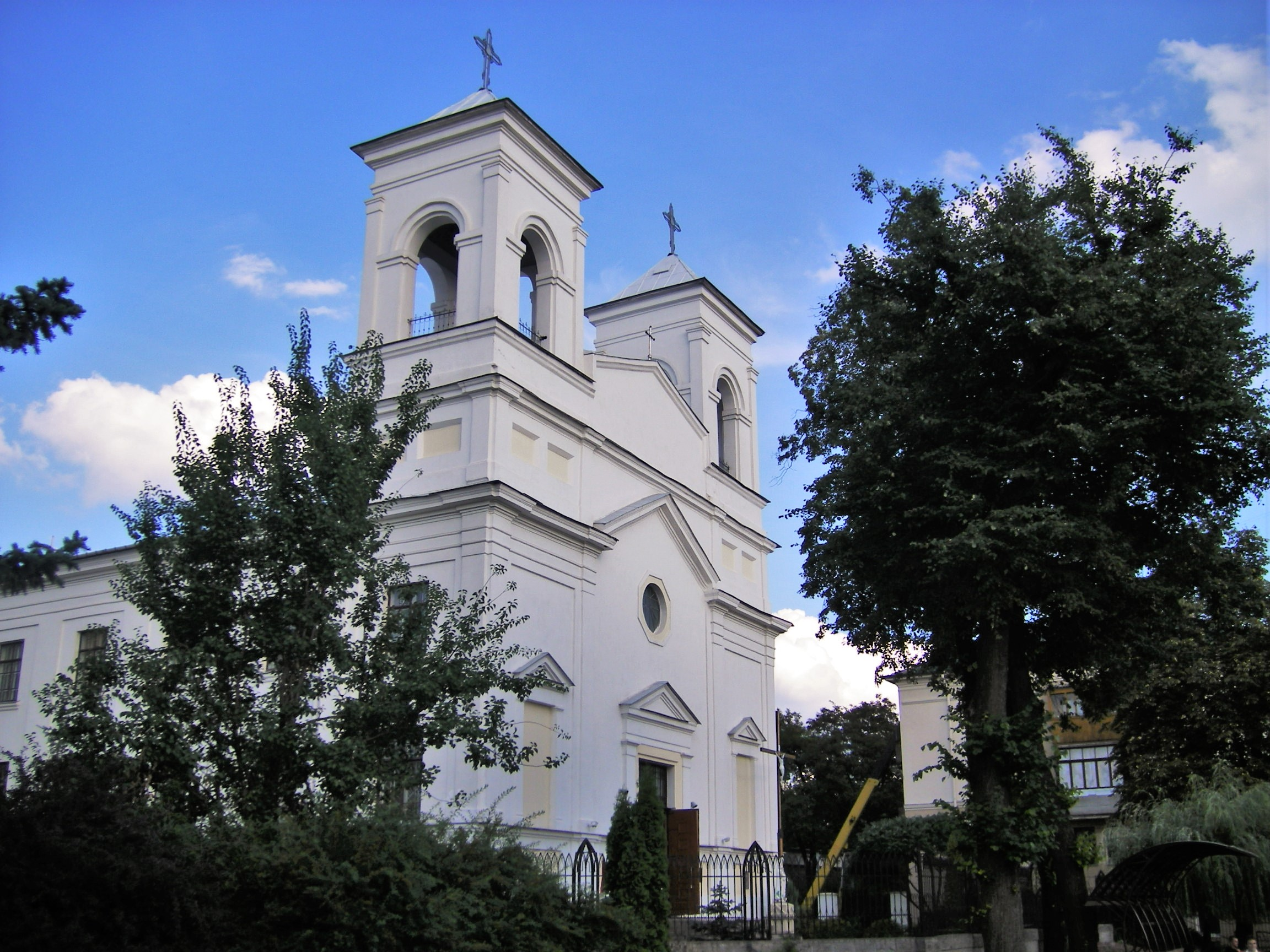
Katholische Heilig-Kreuz-Kirche

An der Ausfallstraße nach Osten, der Moskauer Chaussee, wurde 1995 anlässlich des 50. Jahrestages des Sieges der Sowjetunion im Zweiten Weltkrieg die Heilige Auferstehungskirche errichtet.
Die 1858 als Kathedrale errichtete heutige katholische Heilig-Kreuz-Kirche befindet sich nahe dem Leninplatz in der Leninstraße 34. Von 1950 bis 1957 wurde der Backsteinbau umgebaut, da hier das Heimatkundemuseum der Brester Oblast eingerichtet werden sollte. Unter anderem wurden die beiden Türme an der Stirnseite des Gebäudes entfernt. Das Museum wurde am 22. Juni 1957 in der ehemaligen Kirche eröffnet und blieb bis zum Umzug in ein anderes Gebäude in der Karl-Marx-Straße im Jahre 1995 in diesen Räumen. Nachdem das Gebäude der katholischen Kirche zurückgegeben wurde und die beiden Türme wieder aufgebaut wurden, dient es nun wieder als Kirche.
Das Gebäude Karl-Marx-Straße 37, in dem heute Werkstätten untergebracht sind, wurde Anfang des 20. Jahrhunderts als evangelische Kirche gebaut. Seit 1946 beherbergte es das Kinderkino Smena, dessen farbenfrohe Innendekoration bis heute erhalten ist. Das Kino wurde in den 1990er Jahren geschlossen und das Gebäude, das dem Gorispolkom gehört, für kommerzielle Zwecke vermietet.

##### Synagogen
Auf der Flaniermeile der Stadt, der Uliza Sowetskaja, befindet sich die im 19. Jahrhundert errichtete ehemalige Synagoge mit einst achteckigem Grundriss, um die herum 1976 eine neue Beton- und Glasverkleidung gebaut wurde. Seit 1977 befindet sich hier das Kino Belarus mit drei Sälen und weiteren kommerziellen Angeboten (Spielautomaten, Cafés, Bowlingbahn innerhalb der Discothek Matrix).

#### UNESCO-Weltnaturerbe
Nördlich von Brest befindet sich die Belaweschskaja Puschtscha, ein Nationalpark, der auf der Liste des Weltnaturerbes der UNESCO geführt wird. Hier wurde die Auflösung der Sowjetunion beschlossen.

### Sport
Der Fußballclub FK Dinamo Brest spielt in der Wyschejschaja Liha, der höchsten Spielklasse von Belarus. Weiterer Fußballverein ist der FK Ruch Brest. Darüber hinaus ist in der Stadt der Eishockeyverein HK Brest beheimatet. Im Hockey ist die Stadt durch den SC Stroitel Brest und im Handball durch den Brest GK Meschkow vertreten.

### Medien

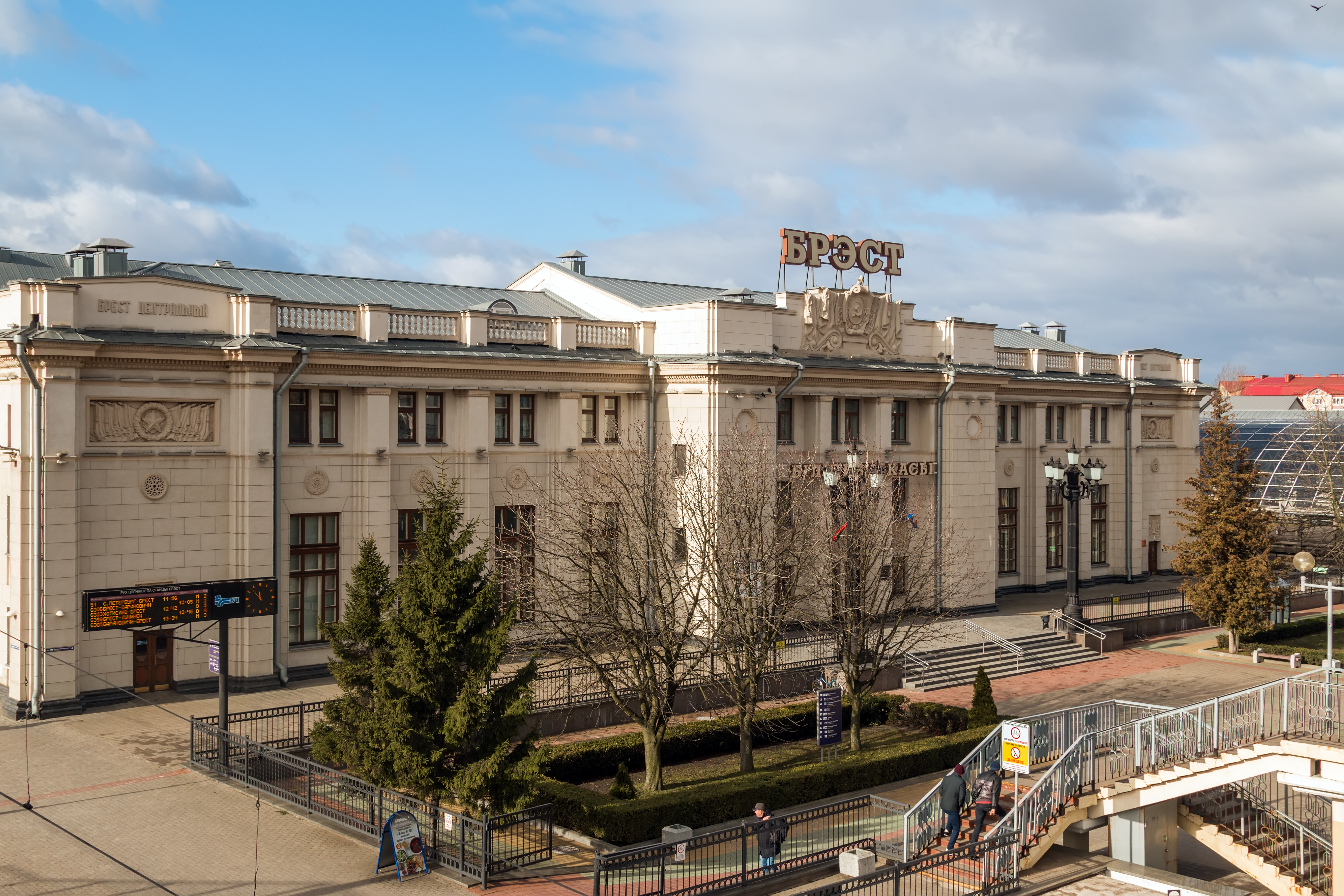
Bahnhof Brest-Zentralny

## Wirtschaft und Infrastruktur

### Verkehr
Bedeutung
Brest besitzt für Belarus eine wichtige Verkehrsbedeutung als „Tor zum Westen“. Hier befindet sich der wichtigste Eisenbahn- und Straßengrenzübergang nach Polen. Der größte Teil des landgestützten Verkehrs von Westeuropa über Deutschland und Polen nach Belarus, Russland und weiter nach Zentralasien passiert die Stadt.
Schienenverkehr
Im Bahnhof Brest-Zentralny befinden sich umfangreiche Gleisanlagen. Diese bestehen sowohl in der westlich der Grenze üblichen mitteleuropäischen Regelspurweite (1435 mm) als auch in der östlich des Bug üblichen russischen Breitspur (1520 mm).
Der Bahnhof ist einmal wöchentlich umsteigefrei aus Paris (über Karlsruhe, Frankfurt am Main, Erfurt und Berlin), zweimal wöchentlich aus Berlin, dreimal wöchentlich aus Warschau und einmal wöchentlich aus Nizza (über Innsbruck, Wien und Warschau) zu erreichen. Sämtliche durchgehenden Züge müssen ein Umspurverfahren durchlaufen, bevor sie die Stadt wieder verlassen, was meist einen mehrstündigen Aufenthalt mit sich bringt. Einzig beim zweimal pro Woche ab Berlin Ostbahnhof verkehrenden Talgozug Mauersegler (Strizh) der russischen RŽD findet die Umspurung automatisch statt, da die spanische Talgotechnik Spurweitewechsel beim Fahren erlaubt. Wenn auch die Kupplungen an das russische Zugsystem angepasst werden müssen, ergibt sich in der Regel ein Aufenthalt in Brest von etwa einer Stunde, der aber, im Gegensatz zu früher, im Zug verbracht werden kann. Sollten die Kupplungen nicht ausgetauscht werden müssen, kann ohne jeden Aufenthalt die Weiterfahrt angetreten werden.
Luftverkehr
Bei Brest befindet sich der Flughafen Brest.

## Söhne und Töchter der Stadt
- Nikolaus von Below (1837–1919), deutscher Politiker
- Jewgenija Linjowa (1854–1919), russische Altistin, Folkloristin und Hochschullehrerin
- Louis Gruenberg (1884–1964), US-amerikanischer Pianist und Komponist
- Anna Margolin (1887–1952), US-amerikanische Schriftstellerin in jiddischer Sprache
- Ganna Walska (1887–1984), polnisch-US-amerikanische Gesellschaftsdame, Sängerin und Gartenenthusiastin
- Lejb Goldberg (1892–1955), Schriftsteller, Übersetzer und Journalist
- Abraham Kupchik (1892–1970), US-amerikanischer Schachspieler
- Yaakov Hazan (1899–1992), israelischer Politiker
- Isadore Freed (1900–1960), US-amerikanischer Komponist
- Michail Starokadomski (1901–1954), russischer Komponist und Organist
- Josef Gingold (1909–1995), US-amerikanischer Violinist
- Nina Andrycz (1912–2014), polnische Schauspielerin und Schriftstellerin
- Menachem Begin (1913–1992), israelischer Ministerpräsident und Außenminister
- Aharon Jehuda Leib Shteinman (1913–2017), israelischer Rabbiner und Posek
- Alexander Ramati (1921–2006), international tätiger Drehbuchautor, Regisseur und Filmproduzent
- Jerzy Lipman (1922–1983), polnischer Kameramann
- Bronisława Morawiecka (1926–2016), Biochemikerin und Hochschullehrerin
- Jan Lebenstein (1930–1999), polnischer Maler
- Stanisław Potrzebowski (* 1937), polnischer Historiker und Philosoph
- Janusz Symonides (1938–2020), polnischer Jurist, Diplomat und Professor für Völkerrecht
- Władysław Kufko (* 1955), polnischer Maler
- Tatjana Sokolowa (* 1958), ukrainische Hebamme
- Gennadi Bondaruk (* 1965), russischer Fußballspieler und -trainer
- Juryj Karpuk (* 1968), Handballspieler- und Trainer
- Aljaksandr Bujkewitsch (* 1984), Säbelfechter
- Nadieżda Zieba (geb. Kostiuczyk) (* 1984), polnische Badmintonspielerin
- Dsmitryj Masaleuski (* 1985), Fußballspieler
- Wital Trubila (* 1985), Fußballspieler
- Edhar Aljachnowitsch (* 1987), Fußballspieler
- Alena Kijewitsch (* 1987), Sprinterin
- Ljubou Tscharkaschyna (* 1987), rhythmische Sportgymnastin
- Alena Dylko (* 1988), Radrennfahrerin
- Dsmitryj Platnizki (* 1988), Dreispringer
- Wital Hajdutschyk (* 1989), Fußballspieler
- Kanstanzin Barytscheuski (* 1990), Weitspringer
- Dmitri Chlebossolow (* 1990), Fußballspieler
- Tazzjana Chaladowitsch (* 1991), Speerwerferin
- Mikalaj Sihnewitsch (* 1992), Fußballspieler
- Kryszina Muljartschyk (* 1997), Sprinterin
- Maksim Suschko (* 1999), Eishockeyspieler
- Aljaksandr Schaszjuk (* 2002), Fußballspieler

## Städtepartnerschaften
Seit 1989 besteht eine gemeinsame Partnerschaft von Ravensburg, Weingarten, Baienfurt, Baindt und Berg (Deutschland) mit Brest.
Brest selbst listet insgesamt 33 Partnerstädte auf:
| Stadt                              | Land                   | seit |
| ---------------------------------- | ---------------------- | ---- |
| Aschdod                            | Israel                 | 2012 |
| Astrachan                          | Russland               | 1999 |
| Baienfurt                          | Deutschland            | 1989 |
| Baindt                             | Deutschland            | 1989 |
| Baiyin                             | Volksrepublik China    | 2018 |
| Batumi                             | Georgien               | 2015 |
| Berg                               | Deutschland            | 1989 |
| Biała Podlaska                     | Polen                  | 1991 |
| Botoșani                           | Rumänien               | 2002 |
| Brest                              | Frankreich             | 2012 |
| Coevorden                          | Niederlande            | 2000 |
| Dorogomilowo, Stadtteil von Moskau | Russland               | 2007 |
| Iwano-Frankiwsk                    | Ukraine                | 2004 |
| Ischewsk                           | Russland               | 2016 |
| Kaliningrad                        | Russland               | 2009 |
| Kowrow                             | Russland               | 2006 |
| Ludza                              | Lettland               | 2007 |
| Luzk                               | Ukraine                | 2003 |
| Maldon                             | Vereinigtes Königreich | 2012 |
| Malgobek                           | Russland               | 2015 |
| Naxçıvan                           | Aserbaidschan          | 2012 |
| Newski, Rajon in Sankt Petersburg  | Russland               | 2002 |
| Nischni Tagil                      | Russland               | 1998 |
| Noworossijsk                       | Russland               | 2014 |
| Odessa                             | Ukraine                | 2004 |
| Orjol                              | Russland               | 1997 |
| Petrosawodsk                       | Russland               | 2002 |
| Plewen                             | Bulgarien              | 1997 |
| Port-sur-Saône                     | Frankreich             | 2004 |
| Siedlce                            | Polen                  | 2006 |
| Ravensburg                         | Deutschland            | 1989 |
| Rjasan                             | Russland               | 2014 |
| Subotica                           | Serbien                | 2015 |
| Terespol                           | Polen                  | 2002 |
| Tjumen                             | Russland               | 1999 |
| Weingarten                         | Deutschland            | 1989 |
| Xiaogan                            | Volksrepublik China    | 1993 |